# El Saucito, San José Iturbide
El Saucito är en ort i Mexiko.   Den ligger i kommunen San José Iturbide och delstaten Guanajuato, i den centrala delen av landet, 220 km nordväst om huvudstaden Mexico City. El Saucito ligger 2 090 meter över havet och antalet invånare är 112.
Terrängen runt El Saucito är platt västerut, men österut är den kuperad. Runt El Saucito är det ganska glesbefolkat, med 36 invånare per kvadratkilometer. Närmaste större samhälle är San José Iturbide, 10,2 km söder om El Saucito. Trakten runt El Saucito består i huvudsak av gräsmarker.